# Кримец, Егор Владимирович
Егор Влади́мирович Криме́ц (узб. Egor Vladimirovich Krimets; род. 27 января 1992, Ташкент, Узбекистан) — узбекистанский футболист, защитник клуба «Навбахор» и сборной Узбекистана.

## Клубная карьера
Егор Кримец начал свою профессиональную карьеру в 2011 году в составе ташкентского «Пахтакора». За два сезона, проведённых в «Пахтакоре», Кримец сыграл в 39 матчах и забил 4 гола.
В начале 2013 года на правах аренды перешёл в китайский «Бэйцзин Гоань», по окончании сезона вернулся в «Пахтакор». В китайском клубе Егор Кримец сыграл 13 матчей.
С начала 2014 года снова играл за «Пахтакор». В 2014 году «Пахтакор» оформил десятое чемпионство. Егор сыграл 24 матча и забил 5 мячей.

## Международная карьера
Кримец играл в составе юношеской и молодёжной сборной Узбекистана. 12 января 2014 года молодёжная сборная Узбекистана U-22 провела свой первый матч в ходе группового этапа чемпионата Азии в Омане, где автором забитого мяча в составе «молодёжки» стал капитан команды Егор Кримец. Также в 2014 году Кримец в составе сборной Узбекистана до 23 лет отправился в Корею на 17-е Азиатские игры в Инчхоне, всего на этом турнире сыграл 4 матча и забил гол в ворота Афганистана.
В сборной Узбекистана Егор Кримец играет с 2013 года. Дебютный матч провёл 6 сентября 2013 года против Иордании.
В начале 2015 года Егор Кримец вместе со сборной Узбекистана отправился в Сидней для участия в Кубке Азии-2015. На турнире во всех матчах оставался в запасе.

## Личная жизнь
Женат на Кристине Кримец. Есть дочь Микаэла.

## Достижения
- Чемпион Узбекистана: 2012, 2014,2015,2019,2020,2021
- Вице-чемпион Узбекистана: 2010, 2018
- Бронзовый призёр чемпионата Узбекистана: 2011
- Обладатель Кубка Узбекистана: 2011, 2019,2020
- Бронзовый призёр чемпионата Китая: 2013
- Обладатель суперкубка Узбекистана 2021